# Гіт (Техас)
Гіт (англ. Heath) — місто (англ. city) в США, в округах Рокволл і Кофман штату Техас. Населення — 9769 осіб (2020).

## Географія
Гіт розташований за координатами 32°50′42″ пн. ш. 96°28′39″ зх. д. / 32.84500° пн. ш. 96.47750° зх. д. (32.844928, -96.477573).  За даними Бюро перепису населення США в 2010 році місто мало площу 27,71 км², з яких 27,36 км² — суходіл та 0,35 км² — водойми. В 2017 році площа становила 31,61 км², з яких 31,16 км² — суходіл та 0,45 км² — водойми.

## Демографія
Згідно з переписом 2010 року, у місті мешкала 6921 особа в 2326 домогосподарствах у складі 2040 родин. Густота населення становила 250 осіб/км².  Було 2451 помешкання (88/км²).
Расовий склад населення:
| - 93,1 % — білих - 1,8 % — чорних або афроамериканців - 1,8 % — азіатів - 0,4 % — корінних американців - 1,2 % — осіб інших рас |

До двох чи більше рас належало 1,7 %. Частка іспаномовних становила 6,2 % від усіх жителів.
За віковим діапазоном населення розподілялося таким чином: 29,3 % — особи молодші 18 років, 60,1 % — особи у віці 18—64 років, 10,6 % — особи у віці 65 років та старші. Медіана віку мешканця становила 42,5 року. На 100 осіб жіночої статі у місті припадало 100,2 чоловіків;  на 100 жінок у віці від 18 років та старших — 97,2 чоловіків також старших 18 років.
Середній дохід на одне домашнє господарство  становив 190 796 доларів США (медіана — 148 661), а середній дохід на одну сім'ю — 199 414 долари (медіана — 154 625). За межею бідності перебувало 2,3 % осіб, у тому числі 1,5 % дітей у віці до 18 років та 1,3 % осіб у віці 65 років та старших.
Цивільне працевлаштоване населення становило 3624 особи. Основні галузі зайнятості: освіта, охорона здоров'я та соціальна допомога — 24,9 %, науковці, спеціалісти, менеджери — 13,5 %, роздрібна торгівля — 13,0 %.